# كيين بيرسونز
كيين بيرسونز (12 يوليو 1983 بالست في بلجيكا - ) هو لاعب كرة قدم بلجيكي في مركز الوسط. لعب مع كيه في ميخيلين ونادي لوكيرين وفيربرودرينغ دندر إندرخت هكلغام ‏ وS.C. Eendracht Aalst ‏.

## روابط خارجية
- كيين بيرسونز على موقع قاعدة بيانات كرة القدم.إي يو (الإنجليزية)
- كيين بيرسونز على موقع Soccerway.com (الإنجليزية)
- كيين بيرسونز على موقع AS.com (الإسبانية)